# 皮亞爾城
7°27′4″N 63°19′0″W / 7.45111°N 63.31667°W
皮亞爾城（西班牙語：Ciudad Piar），是委內瑞拉的城鎮，位於該國西部玻利瓦爾州，是勞爾萊奧尼市的首府，始建於1952年2月9日，主要經濟活動是鐵礦業，2011年人口40,918。